# Amisan
Amisan (koreanska: 아미산) är ett berg i Sydkorea.   Det ligger i provinsen Gangwon, i den norra delen av landet, 110 km öster om huvudstaden Seoul. Toppen på Amisan är 961 meter över havet, eller 144 meter över den omgivande terrängen. Bredden vid basen är 1,5 km.
Terrängen runt Amisan är huvudsakligen kuperad. Runt Amisan är det ganska glesbefolkat, med 32 invånare per kvadratkilometer. I omgivningarna runt Amisan växer i huvudsak blandskog.